# マーサ・ミッチェル -誰も信じなかった告発-
『マーサ・ミッチェル -誰も信じなかった告発-』（The Martha Mitchell Effect）は、アン・アルヴァーグとデブラ・マクラッチー監督による2022年のアメリカ合衆国のNetflixオリジナルのドキュメンタリー映画である。2022年6月17日に配信開始された。

## 内容
映画はウォーターゲート事件の内部告発者であるマーサ・ミッチェルを中心に添えて進行し、閣僚夫人である彼女がニクソン政権からのガスライティングを受け、口封じをされていたことがアーカイヴ映像で語られる。

## 評価
レビュー収集サイトのRotten Tomatoesでは5件の批評で支持率は100％となっている。
第95回アカデミー賞短編ドキュメンタリー映画賞にノミネートされた。